# NGC 2519
NGC 2519 (بالفرنسية: NGC 2519)‏ الذي يرمز له بالرمز NGC 2519، هو نجم، ومجرة، في كوكبة الوشق.

## الاكتشاف
اكتشف في 1886.